# Décembre 2025
Cette page présente les faits marquants du mois de décembre 2025.

## Événements
- 14 décembre : 2e tour de l'élection présidentielle au Chili.
- 21 décembre : ouverture de la Coupe d'Afrique des nations de football 2025 au Maroc.
- 27 décembre : élections législatives en Côte d'Ivoire.
- décembre : élections législatives et présidentielle en Guinée[1].

## Environnement et climat
- x

## Culture
- x